# Invincible – Unbesiegbar
Invincible – Unbesiegbar (Originaltitel: Invincible) ist ein Filmdrama des Regisseurs Werner Herzog mit Tim Roth in der Hauptrolle aus dem Jahr 2001. Der Film erzählt die Geschichte über einen jüdischen Kraftmenschen und den Hellseher Erik Jan Hanussen im Deutschland der Jahre 1932 und 1933. Für die Filmmusik waren Hans Zimmer und sein ehemaliger Praktikant Klaus Badelt verantwortlich.

## Handlung
Der starke jüdische Schmied Zishe Breitbart wird 1932 aus seinem polnischen Schtetl nach Berlin geholt. Dort tritt er als Kraftakrobat in dem Varieté „Palast des Okkulten“ auf. Dieses wird von Hypnotiseur Hanussen betrieben und hauptsächlich von Nationalsozialisten besucht. Mit dem zunehmenden Antisemitismus kommen in Breitbart mehr Zweifel auf, ob sein Engagement in dem Varieté noch einen Sinn hat. Zudem verstärkt der Besuch seines jüngeren Bruders Benjamin den Stolz auf seine jüdische Herkunft. Zishe holt sich Rat bei einem Rabbi, der davon überzeugt ist, dass er von Gott auserwählt wurde, um sein Volk vor den Nazis zu warnen. Breitbart löst auf der Bühne seine Maskerade und teilt dem Publikum mit, dass er Jude ist. Von den örtlichen Juden wird er als Held gefeiert. Hanussen wird entführt und von der Sturmabteilung ermordet. Breitbart ahnt, dass es der jüdischen Bevölkerung bald schlecht ergehen wird und reist daher nach Polen zurück, um die anderen vor dem bevorstehenden Holocaust zu warnen. Doch ihm glaubt keiner. Um seine Stärke zu beweisen, schlägt er mit der bloßen Hand Nägel in ein dickes Brett, wobei ein sehr langer rostiger Nagel durchdringt und ihn am Knie verletzt. Alle Ratschläge einen Arzt aufzusuchen ignoriert er. Erst kurz bevor der Wundbrand ihn bewusstlos werden lässt, sucht er ärztliche Hilfe. Im Delirium sieht er seinen Bruder Benjamin in Sicherheit fliegen und stirbt dann, zwei Tage bevor Adolf Hitler an die Macht kommt und das Unglück seinen Lauf nimmt.

## Produktion
Invincible – Unbesiegbar ist eine Gemeinschaftsproduktion der Filmproduktionsgesellschaften Werner Herzog Filmproduktion, FilmFour, Fine Line Features und Tatfilm, die mit Little Bird und Jan Bart Productions eine Zusammenarbeit eingingen. Der Westdeutsche und Bayerischer Rundfunk sowie Arte waren ebenfalls an der Filmherstellung beteiligt. Das Drama wurde von der Filmstiftung Nordrhein-Westfalen und der Filmförderungsanstalt unterstützt.

### Einflüsse
Der Film basiert auf dem Leben des jüdischen Kraftsportlers Siegmund Breitbart, der im Film durch die Rolle Zishe Breitbart (Jouko Ahola) dargestellt wurde. Werner Herzog griff wahre Begebenheiten aus Breitbarts Leben auf, ließ die Handlung jedoch sieben Jahre nach dessen Tod spielen.

### Drehorte
Der Film wurde in Berlin, Bad Honnef (bei Bonn), Weihnachtsinsel (Australien), Lettland, Litauen, Monterey (Kalifornien) und in den Niederlanden gedreht. Die Aufnahmen, in denen Jacob Wein mit seiner Rolle Benjamin flog, wurden in den Black Island Studios, Alliance Road in Acton, London aufgenommen.

### Technische Details
Der Film wurde in einem Seitenverhältnis von 16:9, dem anamorphen Verhältnis 1,85:1, auf 35-mm aufgenommen. Die Entwicklung des Filmnegativs wurde in Neuss in der ProCine Filmtechnik GmbH durchgeführt. Die Tonaufnahmen sind in Dolby Digital.

### Versionen
Die Laufzeit des Films ist unterschiedlich. So wurde der Film in Argentinien auf den Filmfestspielen Mar del Plata sowie in den britischen und US-amerikanischen Kinos mit 133 Minuten gezeigt, auf den Internationalen Filmfestspielen in Venedig mit 128 Minuten uraufgeführt. Die spanische DVD hat ebenso wie die deutsche eine Spielfilmlänge von 125 Minuten.

### Veröffentlichung

#### Filmfestspiele
In Italien wurde Invincible am 3. September 2001 bei den Internationalen Filmfestspielen von Venedig erstmals gezeigt. Am 18. November 2001 lief der Film auf dem Kinofest Lünen. Im Jahr darauf wurde der Film in Argentinien bei den Filmfestivals Mar del Plata und in Buenos Aires bei den Buenos Aires International Festival of Independent Cinema gezeigt. In Estland lief das Drama am 2. Dezember 2002 bei dem Filmfestival der blinden Nächte. Am 20. November 2009 wurde der Film in Griechenland auf dem Internationalen Filmfestival Thessaloniki uraufgeführt.

#### Kino
Das Filmdrama lief in Ungarn am 2. Dezember 2001 an. In den deutschen Kinos wurde der Film ab dem 17. Januar 2002 ausgestrahlt. In Irland und Großbritannien war Unbesiegt ab dem 29. März 2002 zu sehen, bevor er eingeschränkt in den Vereinigten Staaten ab dem 20. September 2002 in den Kinos erschien.

#### Fernsehen und Verkauf
In den Niederlanden erschien der Film am 3. Oktober 2002 als TV-Premiere. In Deutschland konnte der Film ab dem 27. Januar 2003 gekauft werden.

## Kritik
„Gut zehn Jahre waren nach ‚Schrei aus Stein‘ ins Land gezogen, bevor sich Autorenfilmer Werner Herzog 2002 wieder mit einem Spielfilm auf der großen Leinwand zurückmeldete. Der erhoffte Paukenschlag blieb leider aus. Das in der Nazi-Zeit angesiedelte Drama ‚Invincible‘ glänzt zwar mit einigen Herzog’schen Tugenden, wirkt aber in letzter Konsequenz zu leidenschaftslos und offenbart dramaturgische Schwächen.“

„Werner Herzog hat seine lange Spielfilmpause nicht gut getan: Lahm erzählt er sein deutsches Drama um einen polnischen Kraftmenschen und den Magier Hanussen im Berlin Anfang der Dreißiger. Allein Tim Roth brilliert in der Rolle des Magiers...“

„Ein in folkloristische Elemente und Schauwerte eingebetteter Film, der weniger politisch argumentiert als emotional zu überwältigen versucht. Das angestrebte Kino der Gefühle will sich jedoch angesichts einer Aneinanderreihung von Klischees und Schwächen in der Darstellung nicht einstellen.“

„Mögen viele diesen Film aufgrund der konservativen Art, in der er seine Geschichte erzählt, als altmodisch abqualifizieren – Werner Herzog hat mit Invincible ein großes Werk des modernen Erzählkinos geschaffen.“

## Einspiel
Invincible lief in Nordamerika in vier Kinos an und spielte am Eröffnungswochenende 14.293 US-Dollar, 3573 US-Dollar pro Kino, ein. Im Verlauf wurde das Drama in fünf weiteren Kinos ausgestrahlt und spielte 81.954 US-Dollar ein. Der Film hält eine Bewertung von 55 % bei Rotten Tomatoes.